# Soestwarte

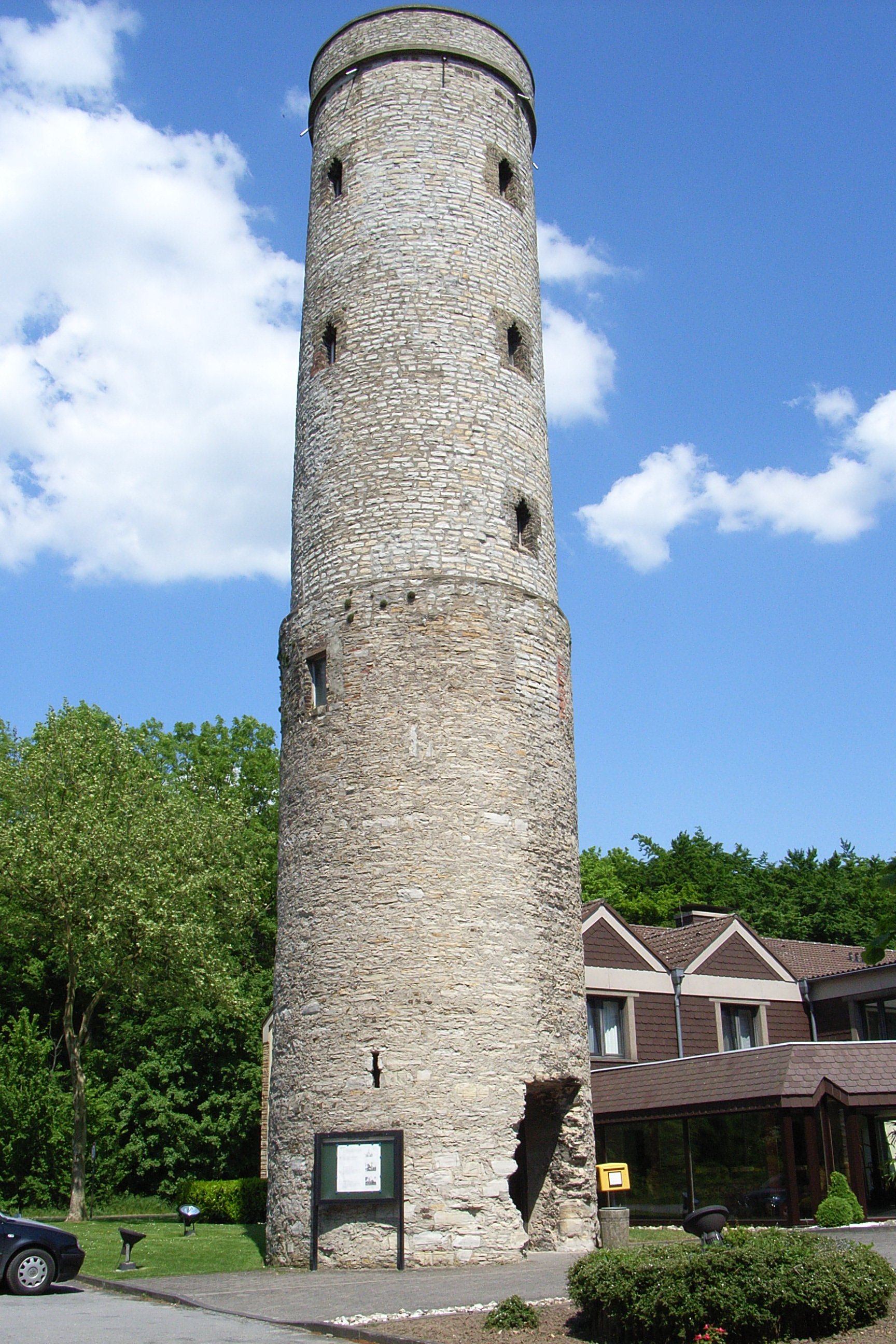
Die Soestwarte; ursprünglicher und neuer Teil des Turms von 1889 sind deutlich am unterschiedlichen Mauerwerk zu erkennen

Die Soestwarte, früher auch Soester Warte, ist ein Wartturm der mittelalterlichen Landwehr und heutiger Aussichtsturm bei Beckum im Kreis Warendorf. Er ist 23,3 Meter hoch und hat an seiner Mauerkrone einen Durchmesser von fünf Metern. Der Turm befindet sich 2,5 Kilometer südöstlich der Innenstadt an der Straße nach Soest (heute Lippborger Straße) auf dem 160 Meter hohen Höxberg.

## Geschichte

### Der Turm als Teil der Landwehr
Um 1400 umgab eine etwa 18 Kilometer lange Landwehr die Stadt und Feldmark Beckum, mit 2190 Hektar die größte im Münsterland. Neben fast zwei Dutzend Schlagbäumen an den Straßen und Wegen ins Umland gab es an den Straßen nach Hamm und Soest zusätzlich jeweils einen Wartturm, die Hamm- und die Soestwarte. Letztere wird 1464 das erste Mal urkundlich erwähnt. Die Türme wurden an exponierter Stelle errichtet, wo die Beckumer Berge nach Süden ins Lippetal abfallen und eine weite Sicht in alle Richtungen ermöglichen. Erst als 1845 die Anpachtung und zwei Jahre später der Kauf von Abschnitten der Landwehr ermöglicht wurde, endete der städtische Einfluss auf die Befestigungsanlage und sie wurde fast komplett abgetragen.

### Neue Nutzung und Umbau
Die Soestwarte war schon früher dem Verfall preisgegeben. Der Geometer Johann Jakob Vorlaender (1799–1886), der für die Vermessung des Regierungsbezirks Münster ein Dreiecksnetz I. Ordnung entwickeln sollte und die Soestwarte als geeigneten Punkt zur Verbindung der niederländischen und arnsbergischen Netze ansah, fand 1824 den Mauerring intakt, das Innere jedoch hohl und ohne Aufstiegsmöglichkeit vor. Für die Vermessungsarbeiten hätte das Anbringen eines Fußbodens an der Turmspitze und das Aufstellen von Leitern im Innern des Turms gereicht, doch die Bewohner der Stadt Beckum befürworteten einen bequemeren Ausbau, damit er auch als Aussichtsturm genutzt werden konnte. Daher erhöhte die Stadt für die Arbeiten am Turm den Betrag, den die Katasterbehörde bereitgestellt hatte. In welchem Jahr der Ausbau erfolgte, ist unklar.
1889 kam es zum Umbau und zur Erhöhung des Turms auf 23,3 Meter. Auf 11,2 Metern, der ursprünglichen Höhe, die nun zu einem ersten Stockwerk wurde, wurde eine Sandsteingalerie angebracht. Zinnen schmückten zudem die Mauerkrone, was dem historisierenden Geschmack der damaligen Zeit entsprach. Galerie und Zinnen wurden 1955 wieder entfernt.
Die Innenausmalung des Beckumer Malers W. Enkmann von 1958 zeigt Beckumer Motive, darunter einige der Beckumer Anschläge:
- die Stadtwache,
- das Stadtwappen,
- „Beckumer Pütt“ (bei dem mit einer Menschenkette Wasser aus dem Marktbrunnen geholt werden soll, der Oberste aber in die Hände spucken will und die anderen loslässt),
- „Der Beckumer Ochse“ (der mit einem Strick um den Hals an der Stadtmauer hochgezogen wird, damit er das dort oben wachsende Gras abweidet) und
- „Die künstliche Raths-Sonnenuhr“ (die mit einem Dach als Witterungsschutz versehen wird)

## Panorama

Rundumblick von der Soestwarte